# Polinom
Polinom je matematička funkcija s jednom ili više varijabla koja se može zapisati kao linearna kombinacija umnožaka njihovih potencija, odnosno kao zbroj monoma sastavljenih od umnožaka konstante i kombinacija potencija svake od varijabla. Polinom n-tog stupnja u jednoj varijabli je funkcija
{\displaystyle P(x)=a_{n}x^{n}+a_{n-1}x^{n-1}+...+a_{1}x+a_{0}}
u kojoj su koeficijenti je {\displaystyle a_{0}}, {\displaystyle a_{1}},..., {\displaystyle a_{n}} konstante i {\displaystyle a_{n}\neq 0}. Broj {\displaystyle a_{0}} zove se slobodni koeficijent, a broj {\displaystyle a_{n}} vodeći koeficijent. 
Polinomi se skraćeno zapisuju pomoću simbola za zbrajanje, 
{\displaystyle P(x)=\sum _{i=0}^{n}a_{i}x^{i}} .
Ponekad se polinomom zove sam polinomni izraz sa zbrojem raznih potencija neke veličine ili izraza, pa se pripadna funkcija navodi kao polinomna funkcija. 
Stupanj polinoma {\displaystyle P(x)=a_{n}x^{n}+a_{n-1}x^{n-1}+...+a_{0}} za {\displaystyle a_{n}\neq 0} je broj {\displaystyle n}. Pišemo {\displaystyle {\text{deg}}P=n}.
Polinomi imaju ključnu ulogu u proučavanju algebarskih brojeva te su česti u drugim granama znanosti poput fizike i računarstva.

## Monomi, binomi, trinomi, itd.
Pribrojnici u polinomu nazivaju se monomi; oni su i sami polinomi s jednim članom. Monom je umnožak konstante i bilo koje kombinacije potencija varijabla. Tako su, na primjer
{\displaystyle -7x^{2}},  {\displaystyle 3x^{2}y},  {\displaystyle -{\tfrac {1}{4}}xy^{5}z^{2}},  {\displaystyle \xi y^{4}}
monomi u varijablama {\displaystyle x}, {\displaystyle y} i {\displaystyle z}.
Polinom koji u temeljnom obliku ima samo dva člana naziva se binom. Polinom s tri člana je trinom. Tako je npr. kvadrat binoma jednak trinomu u dvije varijable:
{\displaystyle P(x,y)=(\underbrace {x-y} _{\text{binom}})^{2}=\underbrace {x^{2}-2xy+y^{2}} _{\text{trinom}}}
{\displaystyle P(x,y)=(\underbrace {x^{2}+y} _{\text{binom}})^{2}=\underbrace {x^{4}+2x^{2}y+y^{2}} _{\text{trinom}}}

## Nul-polinom
Ako je polinom jednak nuli za sve vrijednosti svojih varijabli nazivamo ga nul-polinom i za nj ne definiramo stupanj (ili se ponegdje formalno uzima da je njegov stupanj {\displaystyle -\infty } ili {\displaystyle -1}, ovisno o autoru).

## Računske operacije s polinomima
Dva polinoma možemo zbrajati, oduzimati, množiti i dijeliti. Zbrajanje i množenje je komutativno te vrijede uobičajena algebarska pravila. Rezultat dijeljenja dva polinoma nije uvijek polinom: očigledan primjer je dijeljenje polinoma {\displaystyle n}-tog stupnja polinomom {\displaystyle m}-tog stupnja kada je {\displaystyle n<m}.
Uočimo da oduzeti dva polinoma možemo tako da polinom koji je u funkciji umanjitelja pomnožimo s {\displaystyle (-1)} te ga zbrojimo s polinomom umanjenikom. 

### Primjeri
Uzmimo {\displaystyle P(x)=x^{2}+x-2} i {\displaystyle Q(x)=x-1}.
Njihovi zbroj i umnožak su: 
{\displaystyle P(x)+Q(x)=x^{2}+2x-3},
{\displaystyle P(x)\cdot Q(x)=x^{3}-3x+2}.
Opišimo kako algoritamski podijeliti ova dva polinoma. Ovdje je, radi jednostavnosti, rezultat dijeljenja polinom. Želimo izračunati {\displaystyle {\frac {P(x)}{Q(x)}}=R(x).}
Ta jednadžba ekvivalentna je s {\displaystyle x^{2}+x-2=(x-1)R(x).} Prvi član polinoma {\displaystyle R(x)} jednak je {\displaystyle x} jer množenjem s {\displaystyle (x-1)} mora dati član s jediničnim koeficijentom najveće potencije 2: {\displaystyle (x^{2}+x-2)=(x-1)({\color {Red}x}+\dots )}
Ostatak (...) je neki polinom {\displaystyle T(x)} pa u prvom koraku imamo 
{\displaystyle (x^{2}+x-2)=(x-1)({\color {Red}x}+T(x))}
{\displaystyle (x^{2}+x-2)=x^{2}-x+(x-1)T(x)}.
Dobivamo {\displaystyle 2x-2=(x-1)T(x)} čime je problem dijeljenja sveden na dijeljenje polinoma stupnja nižeg za 1.
U drugom koraku rješavamo {\displaystyle 2x-2=(x-1)T(x)}. 
{\displaystyle T(x)} može jedino biti polinom stupnja 0 jer množeći {\displaystyle (x-1)} ne smije dati potencije veće od 1: {\displaystyle 2x-2=(x-1)({\color {Red}2}+\dots )}.
Ostatak (...) može biti samo nulpolinom, tj. 0. Mogli smo uočiti da je {\displaystyle 2x-2=(x-1)\cdot 2}. 
Rješenje je {\displaystyle R(x)=({\color {Red}x}+{\color {Red}2}+{\color {Red}0})}, odnosno {\displaystyle R(x)=x+2}.

## Uporaba polinoma
Zbog jednostavnosti računanja s polinomima, posebno njihovog strojnog izvrjednjavanja, vrijedosti mnogih drugih funkcija često se aproksimiraju polinomom određenog stupnja na određenom intervalu. Ako je vrijednost funkcije poznata u konačno mnogo točaka, vrijednosti između točaka mogu se procijeniti interpolacijom iz polinoma koji u tim točkama daje egzaktne vrijednosti ili regresijom uz pomoć polinoma po volji izabranog stupnja koji po svim poznatim točkama daje najmanju pogrešku. 
- Vrijednosti nepoznate funkcije poznate su u sedam točaka
- Vrijednosti između točaka mogu se procijeniti linearnom interpolacijom od točke do točke
- Vrijednosti između točaka procijenjene interpolacijskim polinomom šestoga stupnja

## Nultočke polinoma
U primjeni, kao i u teoriji, često je potrebno znati u kojim točkama polinomi poprimaju vrijednost nula. Te se točke nazivaju nultočkama ili korijenima polinoma. Ako je {\displaystyle \alpha } nultočka polinoma {\displaystyle P(x)}, vrijedi {\displaystyle P(\alpha )=0}. Prema Bézoutovom poučku za polinome, {\displaystyle (x-\alpha )} tada dijeli {\displaystyle P(x)}. Iz ovog poučka i osnovnog teorema algebre, koji kaže da svaki polinom stupnja većeg od nule ima nultočku u skupu kompleksnih brojeva, slijedi da svaki polinom n-tog stupnja u jednoj varijabli ima točno n nultočaka u skupu kompleksnih brojeva, s tim da pritom neke nultočke mogu biti višestruke kratnosti, odnosno da za neke nultočke može i {\displaystyle (x-\alpha )^{k}} dijeliti {\displaystyle P(x)}, gdje se najveći takav {\displaystyle k} naziva kratnošću nultočke. Vrijedi i sljedeće: ako su {\displaystyle \alpha _{1}},{\displaystyle \alpha _{2}}, ..., {\displaystyle \alpha _{n}} kompleksne nultočke polinoma {\displaystyle P(x)} s vodećim koeficijentom {\displaystyle a_{n}}, on se može na jedinstven način zapisati kao umnožak n polinoma prvoga stupnja,
{\displaystyle P(x)=a_{n}(x-\alpha _{1})(x-\alpha _{2})\dots (x-\alpha _{n})}